# Рибосомний білок L7a
Рибосомний білок L7a (англ. Ribosomal protein L7a) – білок, який кодується геном RPL7A, розташованим у людей на короткому плечі 9-ї хромосоми. Довжина поліпептидного ланцюга білка становить 266 амінокислот, а молекулярна маса — 29 996.
| 10         |  | 20         |  | 30         |  | 40         |  | 50         |
| ---------- |  | ---------- |  | ---------- |  | ---------- |  | ---------- |
| MPKGKKAKGK |  | KVAPAPAVVK |  | KQEAKKVVNP |  | LFEKRPKNFG |  | IGQDIQPKRD |
| LTRFVKWPRY |  | IRLQRQRAIL |  | YKRLKVPPAI |  | NQFTQALDRQ |  | TATQLLKLAH |
| KYRPETKQEK |  | KQRLLARAEK |  | KAAGKGDVPT |  | KRPPVLRAGV |  | NTVTTLVENK |
| KAQLVVIAHD |  | VDPIELVVFL |  | PALCRKMGVP |  | YCIIKGKARL |  | GRLVHRKTCT |
| TVAFTQVNSE |  | DKGALAKLVE |  | AIRTNYNDRY |  | DEIRRHWGGN |  | VLGPKSVARI |
| AKLEKAKAKE |  | LATKLG     |  |            |  |            |  |            |

A: Аланін

C: Цистеїн

D: Аспарагінова кислота

E: Глутамінова кислота

F: Фенілаланін

G: Гліцин

H: Гістидин

I: Ізолейцин

K: Лізин

L: Лейцин

M: Метіонін

N: Аспарагін

P: Пролін

Q: Глутамін

R: Аргінін

S: Серин

T: Треонін

V: Валін

W: Триптофан

Цей білок за функціями належить до рибонуклеопротеїнів, рибосомних білків.